# Уорленд
Уорланд (на английски: Worland) е град в окръг Уошаки, щата Уайоминг, САЩ. Уорланд е с население от 4967 жители (2005) и обща площ от 10,8 km². Намира се на 1239 m надморска височина. ЗИП кодът му е 82401, а телефонният му код е 307.